# Viscum orientale
Viscum orientale är en sandelträdsväxtart som beskrevs av Carl Ludwig von Willdenow. Viscum orientale ingår i släktet mistlar, och familjen sandelträdsväxter. Inga underarter finns listade i Catalogue of Life.